# Steene
Pour la commune belge, voir Stene.
Steene [stɛn] est une commune française, située dans le département du Nord en région Hauts-de-France. Cette commune se trouve à proximité de Bergues mais également de Dunkerque. Steene est connue pour avoir eu sur son territoire une gare agricole, ainsi qu'une distillerie.

## Géographie

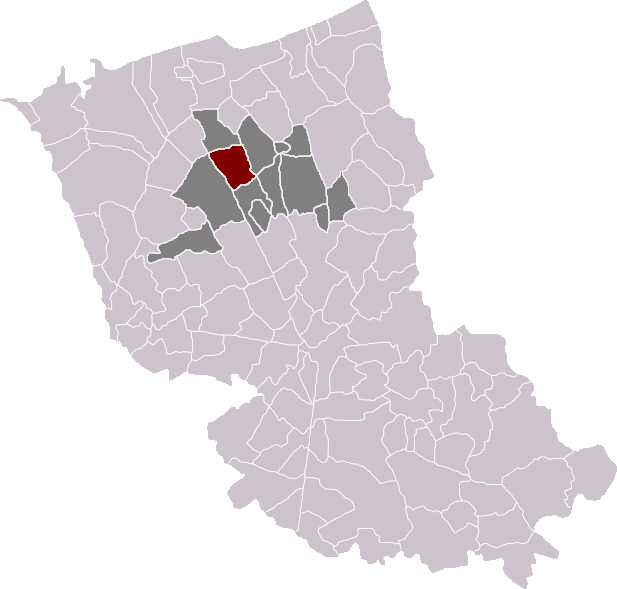
Steene dans son canton et son arrondissement.

### Communes limitrophes
La commune de Steene partage avec sa voisine Armbouts-Cappel le hameau du Grand-Millebrugghe, coupé en deux par le canal de la Haute Colme.
| Spycker (par un quadripoint) | Armbouts-Cappel |              |
|                              | Steene          | Bierne       |
| Pitgam                       |                 | Socx Crochte |

### Hydrographie

#### Réseau hydrographique
La commune est située dans le bassin Artois-Picardie. Elle est drainée par le canal de la Haute Colme, l'Houtgracht, l'Oude Gracht, le Craene Becque, le canal de Steene et l'Oude Gracht,,.
Le canal de la Haute-Colme relie l'Aa à Watten au canal de Bergues et au canal de la Basse-Colme à Bergues. Il fait partie du canal de la Colme, et correspond à la partie occidentale, la seule encore accessible à la navigation fluviale. 

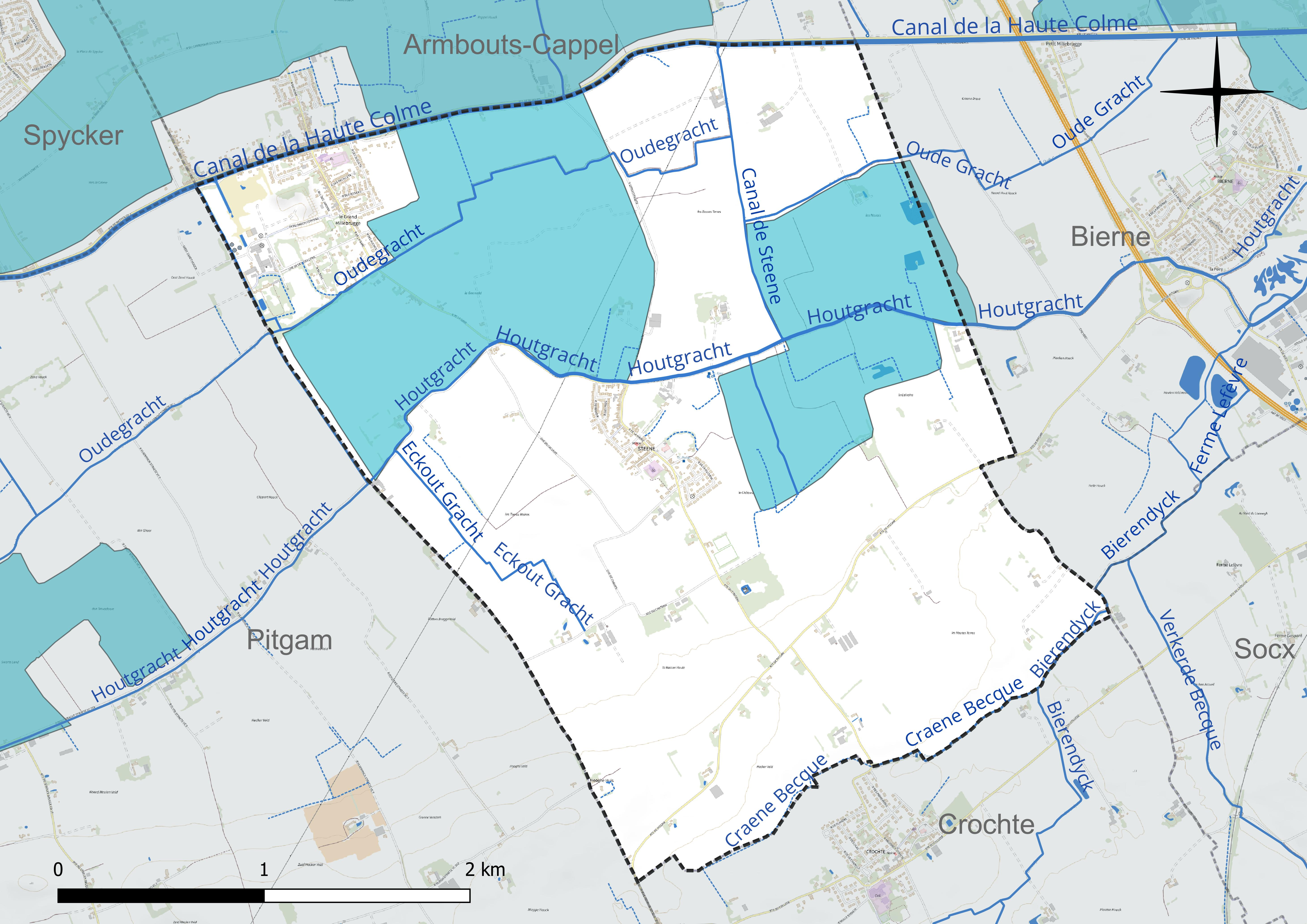
Réseau hydrographique de Steene.

#### Gestion et qualité des eaux
Le territoire communal est couvert par le schéma d'aménagement et de gestion des eaux (SAGE) « Delta de l'Aa ». Ce document de planification concerne un territoire de 1 208 km2 de superficie, délimité par le bassin versant de l'Aa. Le périmètre a été arrêté le 18 août 2000 et le SAGE proprement dit a été approuvé le 15 mars 2010. La structure porteuse de l'élaboration et de la mise en œuvre est l'Institution intercommunale des Wateringues. 
La qualité des cours d'eau peut être consultée sur un site dédié géré par les agences de l'eau et l'Agence française pour la biodiversité. 

### Climat
Pour des articles plus généraux, voir Climat des Hauts-de-France et Climat du Nord.
En 2010, le climat de la commune est de type climat océanique altéré, selon une étude du CNRS s'appuyant sur une série de données couvrant la période 1971-2000. En 2020, Météo-France publie une typologie des climats de la France métropolitaine dans laquelle la commune est exposée à un climat océanique et est dans la région climatique  Côtes de la Manche orientale, caractérisée par un faible ensoleillement (1 550 h/an) ; forte humidité de l'air (plus de 20 h/jour avec humidité relative > 80 % en hiver), vents forts fréquents. 
Pour la période 1971-2000, la température annuelle moyenne est de 10,6 °C, avec une amplitude thermique annuelle de 13,6 °C. Le cumul annuel moyen de précipitations est de 742 mm, avec 12,6 jours de précipitations en janvier et 7,8 jours en juillet. Pour la période 1991-2020, la température moyenne annuelle observée sur la station météorologique la plus proche, située sur la commune de Dunkerque à 9 km à vol d'oiseau, est de 11,7 °C et le cumul annuel moyen de précipitations est de 690,8 mm,. Pour l'avenir, les paramètres climatiques de la commune estimés pour 2050 selon différents scénarios d'émission de gaz à effet de serre sont consultables sur un site dédié publié par Météo-France en novembre 2022.

## Urbanisme

### Typologie
Au 1er janvier 2024, Steene est catégorisée bourg rural, selon la nouvelle grille communale de densité à sept niveaux définie par l'Insee en 2022.
Elle appartient à l'unité urbaine de Spycker, une agglomération intra-départementale regroupant deux  communes, dont elle est une commune de la banlieue,,. Par ailleurs la commune fait partie de l'aire d'attraction de Dunkerque, dont elle est une commune de la couronne,. Cette aire, qui regroupe 66 communes, est catégorisée dans les aires de 200 000 à moins de 700 000 habitants,.

### Occupation des sols
L'occupation des sols de la commune, telle qu'elle ressort de la base de données européenne d'occupation biophysique des sols Corine Land Cover (CLC), est marquée par l'importance des territoires agricoles (96 % en 2018), en diminution par rapport à 1990 (97,3 %). La répartition détaillée en 2018 est la suivante : 
terres arables (93,5 %), zones urbanisées (4 %), zones agricoles hétérogènes (2,5 %). L'évolution de l'occupation des sols de la commune et de ses infrastructures peut être observée sur les différentes représentations cartographiques du territoire : la carte de Cassini (XVIIIe siècle), la carte d'état-major (1820-1866) et les cartes ou photos aériennes de l'IGN pour la période actuelle (1950 à aujourd'hui).

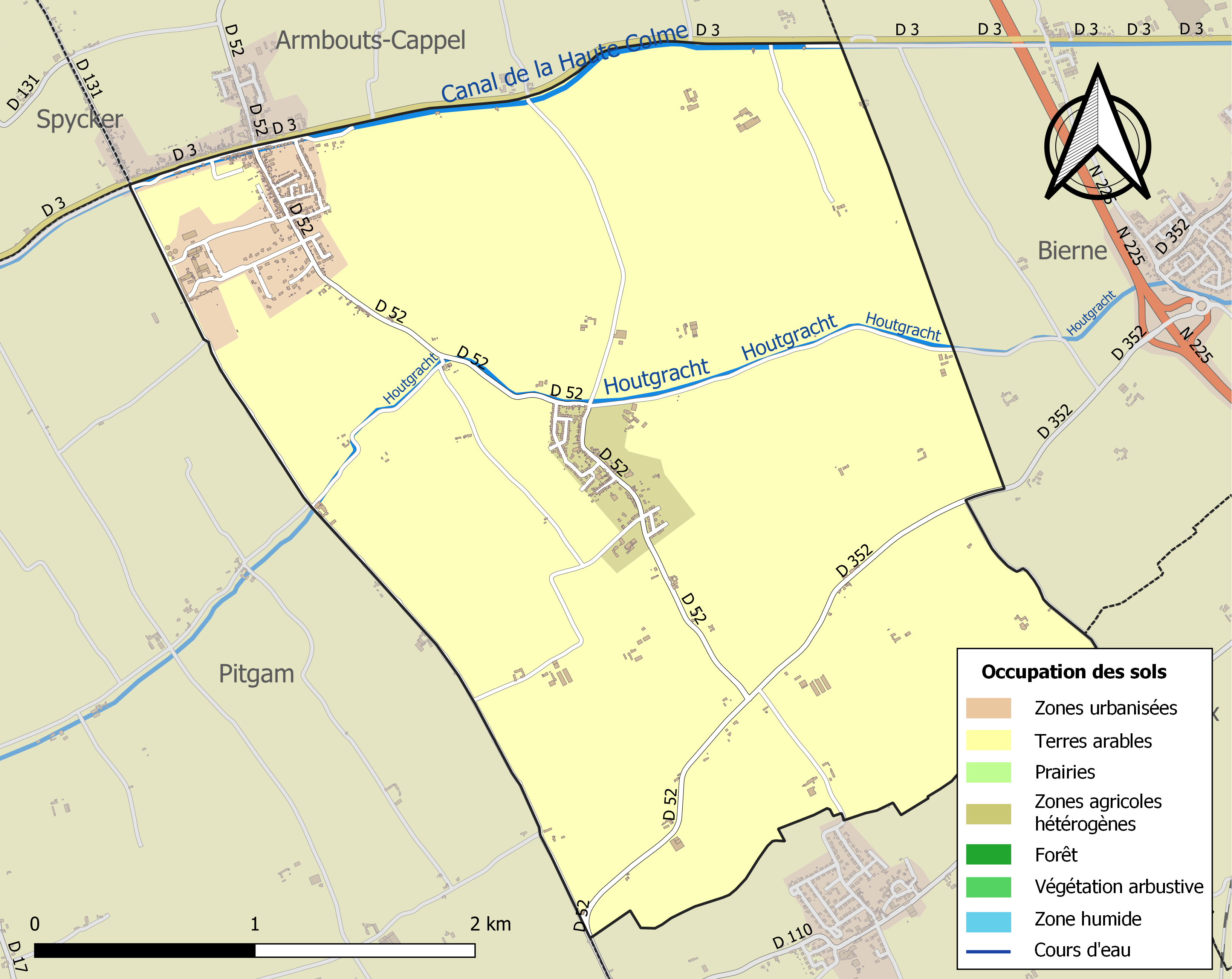
Carte des infrastructures et de l'occupation des sols de la commune en 2018 (CLC).

## Étymologie / Toponymie
En flamand steen (ou stein en germain) évoque la pierre, le caillou.

## Histoire

### Antiquité
La commune a connu une occupation protohistorique et gallo-romaine.
Une fouille préventive réalisée à l'occasion d'un projet de lotissement, au centre de Steene a abouti à un premier diagnostic (septembre 1997) par le Service régional de l'archéologie, avec repérage de vestiges médiévaux, et d'autres plus anciens, datant probablement de La Tène (second âge du fer). Un fossé « décrivant un angle droit et contenant un remplissage très noir fortement chargé en charbons de bois et en éléments d'argile cuite ». Des morceaux de céramique (non tournée, décorée au peigne laissent penser qu'il date de la période gauloise (La Tène) ou du début de la période romaine. Une fosse quadrangulaire de 0,6 x 1,30 mètre de la terre mélangée de charbon de bois et de fragments d'os calcinés (peut-être humains). Le feu n'a pas été fait dans la fosse (car ses parois ne sont pas rubéfiées). D'autres fosses ont révélé des céramiques médiévales (XVe siècle environ), avec notamment des cruches à col déjà connues comme production locale. Ces dépôts suggéraient la proximité d'une habitation ou d'un lieu de travail.
Une évaluation supplémentaire a donc été faite en janvier 1998, en deux semaines, sous une météo peu propice, sur +/-1 500 m2, permettant de mettre au jour 3 enclos, six sépultures à incinération, et un réseau fossoyé (en partie détruit par des travaux de drainage. Les enclos sont quadrangulaires. Ils mesurent de 35 à 60 m2 selon les cas. 
Les sépultures ne sont pas conjointes et pourraient être ménapiennes ; ce sont des tombes rectangulaire, à incinération, pleines de charbon de bois et d'os calcinés (avec peu de traces d'éléments votifs). Un silo et des trous de poteaux évoquent un bâtiment rectangulaire cerné d'un petit fossé circulaire. Une fusaïole et des morceaux de pesons triangulaires montrent qu'on y a filé et tissé des fibres. Des clous de sauniers confirment l'exploitation de sel marin connu dans la région. 
Le réseau fossoyé pourrait être celui de champs datant (selon les tessons de céramique associés) de la Tène finale.
Une voie romaine venant de Cassel et menant à Mardyck à travers la Flandre maritime traversait le village.

### Avant 1789
Avant 1789, Steene dépendait de la châtellenie de Bergues.
L'époque de la création de Steene est à ce jour mal connue. En 857, est citée le nom de Stem dans un titre ainsi que Bergues pour la première fois. L'écriture de Steene telle qu'on la connait aujourd'hui, est relativement récente. On peut recenser au moins sept écritures différentes au fil du temps :
- 857 : Stem dans le diplôme d'Adalard
- 1067 : Sternis dans le diplôme de Bauduin, comte de Flandre
- 1121 : Stenis titre de l'Abbaye de Bergues
- 1183 : Stenis titre de l'Abbaye de Bergues
- 1330 : Stenen dans un manuscrit de la bataille de Cassel,
- 1360 : Stennes cartulaire de Thérouanne
- 1560 : Steen dans une Bulle du Pape

De nos jours, Steene tire son nom du germain « stein » (pierre), situé le long de la « steen-straete » voie romaine reliant jadis Cassel à la mer.
En 1215, le chevalier Walter, fils de Hugues de Stenes, devait une rente annuelle de 8 sous au chapitre d'Arras, lequel va le céder à l'abbaye Saint-Winoc de Bergues.

Les seigneurs et un château sont mentionnés en 1317.
Du point de vue religieux, la commune était située dans le diocèse de Thérouanne puis dans le diocèse d'Ypres, doyenné de Bergues.
En 1676, Jacques Zylof, écuyer, seigneur de Steenburgh, époux d'Antoinette Bacquelrot, possède un fief,ou une partie de fief, dit Locre ou Lockere situé à Looberghe dans la châtellenie de Bourbourg. La possession passe ensuite en 1704 à son héritier féodal Floris Zylof, époux de Marie Jeanne de Créquy. Puis elle devient propriété de son fils Floris Guillaume et en 1778 du fils de celui-ci Floris François Félix Zylof, écuyer domicilié à Bergues.

### Après 1789
En août septembre 1793 Steene se retrouva dans les combats opposant les ennemis coalisés contre la République française. L'ennemi vise à se rendre maître de Dunkerque, et dans cet objectif assiège également Bergues et occupe les villages proches dont Steene. L'affaire se termina par la Bataille d'Hondschoote, victoire française qui provoqua le retrait des troupes ennemies.
Steene était située sur la ligne de chemin de fer d'intérêt local reliant Bergues à Bollezeele via Pitgam, Drincham et qui exista des années 1914 aux années 1950.

### Première guerre mondiale
Le château a été le quartier général et l'habitation de Charles de Broqueville, premier ministre et ministre de la guerre belge durant la Première Guerre mondiale. L'état-major belge stationne sur la commune.
Steene faisait partie de janvier à juillet 1917, du commandement d'étapes de Spycker, appelé commandement d'étapes de Spycker-Steene, c'est-à-dire un élément de l'armée organisant le stationnement de troupes, comprenant souvent des chevaux, pendant un temps plus ou moins long, sur les communes dépendant du commandement, en arrière du front. Stationnent à ce titre à Steene quatre gendarmes, une compagnie de mariniers... En juillet 1917, le commandement d'étapes est transféré à Steene. En début décembre 1917, il est de nouveau transféré à Armbouts-Cappel avant de revenir à Spycker.
En 1916, la commune dépendait du commandement d'étapes de Grand-Millebrugghe et en 1917-1918, elle relevait également du commandement d'étapes de Bergues.
En février 1916, a stationné un temps sur la commune le 6e régiment de spahis.
Le 20 mai 1916, un ouvrier mobilisé à la distillerie de Grand-Millebrugghe a été tué dans son lit par l'explosion d'un obus de 75 qui n'a éclaté qu'en touchant le toit de la maison qu'il habitait. La gendarmerie a récupéré le culot et l'ogive. D'autres obus, au moins deux, non éclatés, sont signalés sur le territoire de Steene, ils sont activement recherchés.
Le 14 août 1917, un sous-officier, cantonné à Steene et logé dans un estaminet a été évacué sur l'hôpital de Dunkerque pour état fébrile et courbatures, a été déclaré atteint de méningite (cérébro-spinale). L'estaminet où il logeait a été consigné à la troupe, et les mesures de désinfection ont été prises.
Le 6 novembre 1917, le journal de marche du commandement d'étapes porte la remarque suivante : « Les cabarets et restaurants situés sur le périmètre du commandement d'étapes ont eu connaissance du tarif maximum auquel les boissons hygiéniques [sic] (?? (vin blanc?) ou rouge et bière) doivent être vendues ». À cette époque, stationne sur la commune un chenil de l'armée.

## Héraldique
|  | Les armes de Steene se blasonnent ainsi : D'or au chevron de gueules, accompagné de trois mouchetures d'hermines de sable. |

## Politique et administration
De 1626 à 1792, tous les actes d'état civil étaient rédigés par les curés ou les vicaires parfois en français mais souvent en flamand. L'institution du conseil municipal dirigé par un maire date de la Révolution française. Le village de Steene a connu 23 maires depuis 1792.
| Période                                  | Période   | Identité              | Étiquette | Qualité |
| ---------------------------------------- | --------- | --------------------- | --------- | --- |
| 1792                                     | 1792      | Pierre Wemaere        |           | |
| 1792                                     | 1795      | Jean Dercle           |           | |
| 1795                                     | 1797      | Bertin Debavelaere    |           | |
| 1797                                     | 1798      | Pierre Meneboo        |           | |
| 1798                                     | 1800      | Pierre Dupont         |           | |
| 1800                                     | 1804      | Laurent Coppens       | Droite    | Député de l'Assemblée législative de 1791 à 1792, Conseiller général du Nord de 1807 à 1830, Député du Nord de 1815 à 1818. |
| 1804                                     | 1813      | Pierre Meneboo        |           | |
| 1813                                     | 1845      | Benoît Dumont         |           | |
| 1845                                     | 1852      | Joseph Leuliette      |           | |
| 1852                                     | 1857      | Jacques Vanhaecke     |           | |
| 1857                                     | 1859      | Benoît Dambricourt    |           | |
| 1859                                     | 1871      | Jean Dumont           |           | |
| 1871                                     | 1878      | Félix Dantu           |           | |
| 1878                                     | 1895      | Gery Dantu            |           | |
| 1895                                     | 1897      | Alphonse Demey        |           | |
| 1897                                     | 1919      | Eugène Barbion        |           | |
| 1919                                     | 1920      | Jules Vanpoperinghe   |           | |
| 1920                                     | 1937      | Léon Cockenpot        |           | |
| 1937                                     | mars 1971 | Jean Duriez           |           | |
| mars 1971                                | mars 1983 | Jérôme Flamen         |           | |
| mars 1983                                | juin 1995 | François Duriez       |           | |
| juin 1995                                | mai 2020  | Jean-Marie Rommelaere | DVG       | |
| mai 2020                                 | En cours  | Alain Davroux         |           | |
| Les données manquantes sont à compléter. |           |                       |           | |

## Population et société

### Démographie

#### Évolution démographique
L'évolution du nombre d'habitants est connue à travers les recensements de la population effectués dans la commune depuis 1793. Pour les communes de moins de 10 000 habitants, une enquête de recensement portant sur toute la population est réalisée tous les cinq ans, les populations de référence des années intermédiaires étant quant à elles estimées par interpolation ou extrapolation. Pour la commune, le premier recensement exhaustif entrant dans le cadre du nouveau dispositif a été réalisé en 2008.

En 2022, la commune comptait 1 385 habitants, en évolution de +3,75 % par rapport à 2016 (Nord : +0,51 %, France hors Mayotte : +2,11 %).
| 1793 | 1800 | 1806 | 1821 | 1831 | 1836 | 1841 | 1846 | 1851 |
| ---- | ---- | ---- | ---- | ---- | ---- | ---- | ---- | ---- |
| 700  | 788  | 661  | 714  | 739  | 845  | 837  | 834  | 893  |

| 1856 | 1861 | 1866 | 1872  | 1876  | 1881  | 1886  | 1891  | 1896  |
| ---- | ---- | ---- | ----- | ----- | ----- | ----- | ----- | ----- |
| 862  | 946  | 964  | 1 076 | 1 070 | 1 038 | 1 065 | 1 079 | 1 068 |

| 1901  | 1906  | 1911  | 1921 | 1926  | 1931 | 1936 | 1946 | 1954 |
| ----- | ----- | ----- | ---- | ----- | ---- | ---- | ---- | ---- |
| 1 072 | 1 082 | 1 030 | 998  | 1 006 | 915  | 942  | 905  | 853  |

| 1962 | 1968 | 1975  | 1982  | 1990  | 1999  | 2006  | 2008  | 2013  |
| ---- | ---- | ----- | ----- | ----- | ----- | ----- | ----- | ----- |
| 872  | 815  | 1 333 | 1 302 | 1 264 | 1 184 | 1 223 | 1 235 | 1 327 |

| 2018  | 2022  | - | - | - | - | - | - | - |
| ----- | ----- | - | - | - | - | - | - | - |
| 1 374 | 1 385 | - | - | - | - | - | - | - |

#### Pyramide des âges
La population de la commune est relativement jeune.
En 2018, le taux de personnes d'un âge inférieur à 30 ans s'élève à 36,0 %, soit en dessous de la moyenne départementale (39,5 %). À l'inverse, le taux de personnes d'âge supérieur à 60 ans est de 22,0 % la même année, alors qu'il est de 22,5 % au niveau départemental.
En 2018, la commune comptait 663 hommes pour 711 femmes, soit un taux de 51,75 % de femmes, légèrement inférieur au taux départemental (51,77 %).
Les pyramides des âges de la commune et du département s'établissent comme suit.
| Hommes | Classe d’âge | Femmes |
| ------ | ------------ | ------ |
| 0,0    | 90 ou +      | 0,7    |
| 5,1    | 75-89 ans    | 5,6    |
| 17,2   | 60-74 ans    | 15,5   |
| 24,4   | 45-59 ans    | 24,3   |
| 17,9   | 30-44 ans    | 17,3   |
| 16,3   | 15-29 ans    | 15,9   |
| 19,0   | 0-14 ans     | 20,7   |

| Hommes | Classe d’âge | Femmes |
| ------ | ------------ | ------ |
| 0,5    | 90 ou +      | 1,4    |
| 5,3    | 75-89 ans    | 8,1    |
| 14,8   | 60-74 ans    | 16,2   |
| 19,1   | 45-59 ans    | 18,4   |
| 19,5   | 30-44 ans    | 18,7   |
| 20,7   | 15-29 ans    | 19,1   |
| 20,2   | 0-14 ans     | 18     |

## Patrimoine
- Le château de Steenbourg aurait été construit par Vigorus de Raepe en 1574 sur les fondations d'une bâtisse du XIVe siècle. Il aurait été une maison de plaisance de la comtesse Isabelle et de l'archiduc Albert au XVIIe siècle. Un autre château y fut construit vers la fin XVIe siècle et fut vendu à Jacques Zylof vers 1679 qui le nomma alors château de Zylof et resta dans la famille jusqu'au XIXe siècle. Il a une forme de quadrilatère entouré de douves avec pont et flanqué de 4 tourelles d'angle, pignons à pas-de-moineau des ailes.
- Le château Duriez construit en 1791, il comprend un parc, un étang, une glacière, des dépendances et une ferme monumentale reconstruite en 1854. Au début du XIXe siècle, M. Cadet-Desgraviers réaménage le site pour développer une activité industrielle : une sucrerie, puis une distillerie. En 1913, la famille Duriez acquiert la distillerie de Steene, et rénove le site qui était en mauvais état. La distillerie fonctionna jusqu'en 1991, date de sa reprise par les Sucreries de Lilliers qui transférèrent l'activité.
- Église Saint Martin du XVIIIe siècle en briques à deux nefs, transformée aux 16e/17e en Hallekerque ou église-halle.
- Calvaire érigé en 1707. Un vœu est à l'origine du calvaire à loques de Steene. En effet, Floris Hyacinthe Zylof, propriétaire du château de Steenbourg fait un vœu : avoir un descendant. Son épouse, Marie-Jeanne de Créquy, approche de la quarantaine sans avoir mis au monde de descendant. Son vœu est exaucé. Elle a 39 ans lorsque naît en mai 1707 leur fils unique : Floris Guillaume Zylof. Son père fait alors ériger ce calvaire sur ses terres, non loin du château.
- Brasserie Leulliette milieu du XIXe siècle.

Voir le site du Ministère de la culture pour plus d'information sur ces différents trésors architecturaux.